# 突撃!しあわせ買取隊
『突撃!しあわせ買取隊』（とつげき!しあわせかいとりたい）は、テレビ東京系列で2018年10月11日から2019年2月7日まで毎週木曜18:55 - 19:53に放送されていたバラエティ番組である。2019年2月14日から3月7日までは、『突撃!しあわせ買取隊～特別編～』が同時間帯に放送されていた。

## 概要

### 突撃!しあわせ買取隊
本番組は、街中においてインタビューをし、不要なものや処分したいものを持つ家に訪問し、査定士がその場所でお金に換えるといった内容である。
レギュラー放送開始前に不定期特番として『あなたのゴミがお宝に!平成のリサイクル密着24時』（あなたのゴミがおたからに!へいせいのリサイクルみっちゃくにじゅうよじ）→『あなたの家にもお宝が!突撃!しあわせ買取隊』（あなたのいえにもおたからが!とつげき!しあわせかいとりたい）が、『日曜ビッグバラエティ』枠などで計9回放送されていた。その後2018年10月11日から木曜19時台でレギュラー放送が開始。MCは博多華丸・大吉で、番組用の衣装（オーバーオールを着用し、帽子を被っている）を着ての出演（華丸はオレンジ色、大吉は黄色の色違い）。
しかし、上記の内容での放送は2019年2月7日放送分をもって突如終了した。

### 突撃!しあわせ買取隊〜特別編〜
2019年2月14日放送分から、前週までの放送内容を全て変更。MCは引き続き博多華丸・大吉であるが、衣装は先週までとは異なり、番組用のものではない。また、特別編となってからは番組内容（番組名に代わるような企画名）が毎週異なっており、いずれも番組タイトルにある買取とは関係ない番組内容となっていたが、3月7日をもって放送終了。この内容での放送回数は3回だった。

### その他
テレビ東京の木曜19時枠で1時間番組が放送されるのは東京12チャンネル時代の『歌え!ヤンヤン!』以来、43年6ヶ月ぶりであり、テレビ東京に社名を変更してからは初である。またこれにより、テレビ東京系列の19時台は全曜日バラエティ番組となった。

## 司会
- 博多華丸・大吉
- 西野志海（テレビ東京アナウンサー）- レギュラー放送からの出演
- マリリン山田（ナレーター）

## ネット局と放送時間
| 放送対象地域   | 放送局                | 系列           | 放送時間（JST）    | 放送期間                       | 遅れ       | 備考     |
| -------------- | --------------------- | -------------- | ------------------ | ------------------------------ | ---------- | -------- |
| 関東広域圏     | テレビ東京（TX）      | テレビ東京系列 | 木曜 18:55 - 19:53 | 2018年10月11日 - 2019年3月7日  | 制作局     |          |
| 北海道         | テレビ北海道（TVh）   | テレビ東京系列 | 木曜 18:55 - 19:53 | 2018年10月11日 - 2019年3月7日  | 同時ネット |          |
| 愛知県         | テレビ愛知（TVA）     | テレビ東京系列 | 木曜 18:55 - 19:53 | 2018年10月11日 - 2019年3月7日  | 同時ネット |          |
| 大阪府         | テレビ大阪（TVO）     | テレビ東京系列 | 木曜 18:55 - 19:53 | 2018年10月11日 - 2019年3月7日  | 同時ネット |          |
| 岡山県・香川県 | テレビせとうち（TSC） | テレビ東京系列 | 木曜 18:55 - 19:53 | 2018年10月11日 - 2019年3月7日  | 同時ネット |          |
| 福岡県         | TVQ九州放送（TVQ）    | テレビ東京系列 | 木曜 18:55 - 19:53 | 2018年10月11日 - 2019年3月7日  | 同時ネット |          |
| 奈良県         | 奈良テレビ（TVN）     | 独立局         | 木曜 18:55 - 19:53 | 2018年10月11日 - 2019年3月7日  | 同時ネット |          |
| 滋賀県         | びわ湖放送（BBC）     | 独立局         | 木曜 18:55 - 19:53 | 2018年10月11日 - 2019年3月7日  | 同時ネット | [ 注 1 ] |
| 和歌山県       | テレビ和歌山（WTV）   | 独立局         | 木曜 18:55 - 19:53 | 2018年10月11日 - 2019年3月7日  | 同時ネット |          |
| 山形県         | テレビユー山形（TUY） | TBS系列        | 土曜 13:00 - 14:00 | 2018年10月27日 - 不明          | 遅れネット |          |
| 静岡県         | テレビ静岡（SUT）     | フジテレビ系列 | 金曜 15:50 - 16:45 | 2018年11月2日 - 不明           | 遅れネット |          |
| 石川県         | 石川テレビ（ITC）     | フジテレビ系列 | 土曜 15:30 - 16:25 | 2018年11月10日 - 2019年5月18日 | 遅れネット | [ 注 2 ] |
| 愛媛県         | 南海放送（RNB）       | 日本テレビ系列 | 土曜 10:30 - 11:25 | 2019年1月5日 - 不明            | 遅れネット | [ 注 3 ] |

独立局では、通常時同時ネットではあるが、番販ネットのため、自主編成のために臨時非ネットとすることがあった。

### 過去のネット局
- 長野県 : 信越放送（SBC、TBS系列） - 2018年11月13日から火曜 23:56 - 翌0:46に放送されていたが、2019年4月3日打ち切り。

### 不定期ネット局
- 新潟県 : テレビ新潟（TeNY、日本テレビ系列）主に土曜の午後に放送[注 4]。